# Zeb Taia
 (décembre 2023).
Si vous disposez d'ouvrages ou d'articles de référence ou si vous connaissez des sites web de qualité traitant du thème abordé ici, merci de compléter l'article en donnant les références utiles à sa vérifiabilité et en les liant à la section « Notes et références ».

a Compétitions nationales et continentales officielles uniquement.

b Matchs officiels uniquement.
Zeb Taia, né le 11 octobre 1984 à Auckland (Nouvelle-Zélande), est un joueur de rugby à XIII néo-zélandais d'origine des Îles Cook évoluant au poste de deuxième ligne, troisième ligne, pilier ou centre. Il fait ses débuts en National Rugby League avec les Eels de Parramatta lors de la saison 2006 mais ne parvient pas à y devenir titulaire. Il rejoint en 2007 les Knights de Newcastle où il y évolue six saisons et obtient une place de titulaire. En 2013, il rejoint la Super League et la franchise française des Dragons Catalans.
Il est appelé parallèlement en sélection de la Nouvelle-Zélande en 2010, et dispute la Coupe du monde 2013 avec la sélection des îles Cook où il y est capitaine.

## Palmarès

### En club
- Collectif :
  - Vainqueur de la Super League : 2019 et 2020 (St Helens).
  - Finaliste de la Challenge Cup : 2019 (St Helens).

### En sélection

#### Coupe du monde
| Édition             | Rang     | Résultats Cook | Résultats Taia | Matchs Taia |
| ------------------- | -------- | -------------- | -------------- | ----------- |
| Coupe du monde 2013 | 1er tour | 1 v, 1 n, 1 d  | 1 v, 1 n, 1 d  | 3/3         |

Légende : v = victoire ; n = match nul ; d = défaite.

## Statistiques
| Saison | Club              | Compétition           | Matchs | Points | Essais | Goals | Drops |
| ------ | ----------------- | --------------------- | ------ | ------ | ------ | ----- | ----- |
| 2006   | Parramatta Eels   | National Rugby League | 3      | 4      | 1      | -     | -     |
| 2007   | Parramatta Eels   | National Rugby League | 3      | 4      | 1      | -     | -     |
| 2007   | Newcastle Knights | National Rugby League | 10     | 4      | 1      | -     | -     |
| 2008   | Newcastle Knights | National Rugby League | 20     | 4      | 1      | -     | -     |
| 2009   | Newcastle Knights | National Rugby League | 24     | 16     | 4      | -     | -     |
| 2010   | Newcastle Knights | National Rugby League | 19     | 12     | 3      | -     | -     |
| 2011   | Newcastle Knights | National Rugby League | 5      | 8      | 2      | -     | -     |
| 2012   | Newcastle Knights | National Rugby League | 23     | 4      | 1      | -     | -     |
| 2013   | Dragons Catalans  | Super League          | 22     | 44     | 11     | -     | -     |
| 2014   | Dragons Catalans  | Super League          | 14     | 24     | 6      | -     | -     |